# Teòdota (consort de Constantí VI)
Teòdota, en grec antic Θεοδότη, va ser una emperadriu romana d'Orient, la segona esposa de l'emperador romà d'Orient Constantí VI. Va néixer cap a l'any 780 i va morir després del 797.
El 791, tres anys després del seu primer matrimoni amb Maria d'Àmnia, Constantí VI la va repudiar perquè no li havia donat un fill mascle i es va voler casar amb la seva concubina Teòdota, que era una cubicularia o dama d'honor de l'emperadriu Irene, la mare de l'emperador. El mes de setembre del 795, Constantí i Teòdota es van casar, i ella va ser nomenada Augusta. Maria va ser monja la resta de la seva vida. Teòfanes el Confessor diu que es va divorciar instigat per la seva mare Irene d'Atenes. El casament va escandalitzar els membres de l'Església, que ho van interpretar com una legalització de l'adulteri. El patriarca de Constantinoble Tarasi es va negar a oficiar la boda però no va gosar a fer cap comentari criticant-lo. En canvi, Plató de Sakkudion, un monjo molt respectat que era oncle de Teòdota, es va enfrontar a Constantí i a Tarasi per la seva passivitat. Com a conseqüència Plató va ser empresonat i els que el secundaven exiliats a Tessalònica. Finalment Tarasi va autoritzar el casament, que es va celebrar a Santa Sofia. En el transcurs del matrimoni anterior Maria havia tingut dues filles, una anomenada Irene com l'àvia i l'altra Eufrosina. Maria, i les seves filles van ser tancades en un convent a Büyükada, una de les Illes dels Prínceps.
Constantí i Teòdota sembla que van intentar una reconciliació pacífica amb l'església durant els primers dos anys del seu matrimoni, però totes les seves ofertes van ser rebutjades, i al final Constantí va perdre la paciència. A començaments de l'any 797, va enviar les tropes imperials al monestir de Sakkudion, i va dissoldre la comunitat. Teodor va ser fet presoner i assotat, i amb altres deu monjos, exiliat a Tessalònica, i Plató posat a la presó a Constantinoble. Constantí, amb aquests fets, va perdre el recolzament que havia tingut per part de la facció dels inconòduls, i els iconoclastes ja s'havien posat en contra d'Irene del seu fill, a partir del Segon Concili de Nicea, que va restaurar les icones com a objecte de culte l'any 787.
Irene va organitzar una poderosa conspiració contra el seu fill. Constantí ja havia perdut influència, i l'emperadriu el va deposar i el va cegar el mes d'agost del 797 i ella mateixa el va succeir. Teòdota es va retirar a un palau privat per acompanyar el seu marit. No se sap quan va morir. Simeó Metafrastes diu que aquest palau va ser convertit en monestir quan Teòdota encara era viva.